# Cosme Anvene
Cosme Anvene Ebang Elá, noto semplicemente come Cosme Anvene (Añisoc, 3 marzo 1990), è un calciatore equatoguineano, difensore del Deportivo Unidad e della nazionale equatoguineana.

## Carriera

### Club
Ha giocato in patria in vari club di prima divisione.

### Nazionale
Debutta con la nazionale equatoguineana il 12 dicembre 2015 in occasione del match di qualificazione per i mondiali del 2018 perso 2-0 contro il Marocco.
Nel dicembre 2021 viene convocato per la Coppa delle nazioni africane 2021.

## Statistiche

### Cronologia presenze e reti in nazionale
| Cronologia completa delle presenze e delle reti in nazionale ― Guinea Equatoriale | Cronologia completa delle presenze e delle reti in nazionale ― Guinea Equatoriale | Cronologia completa delle presenze e delle reti in nazionale ― Guinea Equatoriale | Cronologia completa delle presenze e delle reti in nazionale ― Guinea Equatoriale | Cronologia completa delle presenze e delle reti in nazionale ― Guinea Equatoriale | Cronologia completa delle presenze e delle reti in nazionale ― Guinea Equatoriale | Cronologia completa delle presenze e delle reti in nazionale ― Guinea Equatoriale | Cronologia completa delle presenze e delle reti in nazionale ― Guinea Equatoriale |
| Data                                                                              | Città                                                                             | In casa                                                                           | Risultato                                                                         | Ospiti                                                                            | Competizione                                                                      | Reti                                                                              | Note                                                                              |
| --------------------------------------------------------------------------------- | --------------------------------------------------------------------------------- | --------------------------------------------------------------------------------- | --------------------------------------------------------------------------------- | --------------------------------------------------------------------------------- | --------------------------------------------------------------------------------- | --------------------------------------------------------------------------------- | --------------------------------------------------------------------------------- |
| 12-11-2015                                                                        | Agadir                                                                            | Marocco                                                                           | 1 – 2                                                                             | Guinea Equatoriale                                                                | Qual. Mondiali 2018                                                               | -                                                                                 | 52’                                                                               |
| 9-10-2017                                                                         | Bata                                                                              | Guinea Equatoriale                                                                | 3 – 1                                                                             | Mauritius                                                                         | Amichevole                                                                        | -                                                                                 |                                                                                   |
| 15-1-2018                                                                         | Tangeri                                                                           | Libia                                                                             | 3 – 0                                                                             | Guinea Equatoriale                                                                | CHAN 2018                                                                         | -                                                                                 |                                                                                   |
| 19-1-2018                                                                         | Tangeri                                                                           | Ruanda                                                                            | 1 – 0                                                                             | Guinea Equatoriale                                                                | CHAN 2018                                                                         | -                                                                                 |                                                                                   |
| 23-1-2018                                                                         | Agadir                                                                            | Guinea Equatoriale                                                                | 1 – 3                                                                             | Nigeria                                                                           | CHAN 2018                                                                         | -                                                                                 |                                                                                   |
| 28-5-2018                                                                         | Machakos                                                                          | Kenya                                                                             | 1 – 0                                                                             | Guinea Equatoriale                                                                | Amichevole                                                                        | -                                                                                 |                                                                                   |
| 28-7-2019                                                                         | N'Djamena                                                                         | Ciad                                                                              | 3 – 3                                                                             | Guinea Equatoriale                                                                | Qual. CHAN 2020                                                                   | -                                                                                 |                                                                                   |
| 4-8-2019                                                                          | Malabo                                                                            | Guinea Equatoriale                                                                | 2 – 1                                                                             | Ciad                                                                              | Qual. CHAN 2020                                                                   | -                                                                                 |                                                                                   |
| 22-9-2019                                                                         | Malano                                                                            | Guinea Equatoriale                                                                | 2 – 2                                                                             | Rep. del Congo                                                                    | Qual. CHAN 2020                                                                   | -                                                                                 |                                                                                   |
| 20-10-2019                                                                        | Brazzaville                                                                       | Rep. del Congo                                                                    | 1 – 0                                                                             | Guinea Equatoriale                                                                | Qual. CHAN 2020                                                                   | -                                                                                 |                                                                                   |
| 16-11-2021                                                                        | Nouakchott                                                                        | Mauritania                                                                        | 1 – 1                                                                             | Guinea Equatoriale                                                                | Qual. Mondiali 2022                                                               | -                                                                                 | 90’                                                                               |
| 23-3-2022                                                                         | Caldas da Rainha                                                                  | Guinea-Bissau                                                                     | 3 – 0                                                                             | Guinea Equatoriale                                                                | Amichevole                                                                        | -                                                                                 |                                                                                   |
| 29-3-2022                                                                         | Caldas da Rainha                                                                  | Angola                                                                            | 0 – 0                                                                             | Guinea Equatoriale                                                                | Amichevole                                                                        | -                                                                                 |                                                                                   |
| 6-6-2022                                                                          | Malabo                                                                            | Guinea Equatoriale                                                                | 2 – 0                                                                             | Libia                                                                             | Qual. Coppa d'Africa 2023                                                         | -                                                                                 | 88’                                                                               |
| 28-8-2022                                                                         | Malabo                                                                            | Guinea Equatoriale                                                                | 2 – 0                                                                             | Camerun                                                                           | CHAN 2022                                                                         | -                                                                                 |                                                                                   |
| 4-9-2022                                                                          | Garoua                                                                            | Camerun                                                                           | 1 – 0                                                                             | Guinea Equatoriale                                                                | CHAN 2022                                                                         | -                                                                                 |                                                                                   |
| 23-9-2022                                                                         | Bata                                                                              | Guinea Equatoriale                                                                | 0 – 0                                                                             | Ruanda                                                                            | Amichevole                                                                        | -                                                                                 |                                                                                   |
| 27-9-2022                                                                         | Casablanca                                                                        | Guinea Equatoriale                                                                | 2 – 2                                                                             | Togo                                                                              | Amichevole                                                                        | -                                                                                 | 46’                                                                               |
| 22-3-2024                                                                         | Gedda                                                                             | Guinea Equatoriale                                                                | 2 – 0                                                                             | Cambogia                                                                          | Amichevole                                                                        | -                                                                                 | 59’                                                                               |
| 17-11-2024                                                                        | Lomé                                                                              | Togo                                                                              | 3 – 0                                                                             | Guinea Equatoriale                                                                | Qual. Coppa d'Africa 2025                                                         | -                                                                                 | 57’                                                                               |
| Totale                                                                            |                                                                                   | Presenze                                                                          | 20                                                                                |                                                                                   | Reti                                                                              | 0                                                                                 |                                                                                   |